# Sabazia humilis
Sabazia humilis là một loài thực vật có hoa trong họ Cúc. Loài này được (Kunth) Cass. miêu tả khoa học đầu tiên năm 1827.